# Ford Fairlane (США)
Ford Fairlane — американский полноразмерный автомобиль с 1955 по 1961 год, затем — среднеразмерный автомобиль, выпускавшиеся подразделением Ford корпорации Ford Motor Company с 1962 по 1971 год.
В модельном ряду этот автомобиль занимал различное положение. С 1959 по 1961 год это была модель среднего ценового диапазона, выше находилась модель Ford Galaxie. С 1962 года под этим названием выпускалась самостоятельная линия среднеразмерных автомобилей, находившихся в модельном ряду между компактом Ford Falcon и полноразмерными Ford Custom и Ford Galaxie. Техническая база среднеразмерного Fairlane — Ford Falcon.
На базе модели «Fairlane» выпускался пикап Ford Ranchero (1955—1961, 1967—1971). Так же, модель 1968 года выпускалась в Аргентине с 1968 по 1981 год.
Название происходит от принадлежавшего Генри Форду поместья Fair Lane.

## Замечание о мощности двигателей
До 1972 года мощность американских двигателей указывалась производителями без навесного оборудования (Brake HP; обозначение такой лошадиной силы — bhp); в то время, как в остальном мире мощность измеряли на маховике двигателя с установленным навесным оборудованием, штатными системами впуска и выпуска (европейский стандарт DIN, иногда лошадиные силы по этому стандарту обозначают как PS). В США так стали мерять мощность только с 1972 года (стандарт SAE hp, или net hp, близкий к европейскому). Мощность в net hp получается однозначно ощутимо меньше, чем в bhp.
Кроме того, жёсткий контроль рейтингов мощности отсутствовал, поэтому значения мощности зачастую завышались производителем, и вывести единый применимый на практике коэффициент перевода из bhp в SAE hp невозможно; но в целом, заявленные цифры рейтингов мощности тех лет обычно превышают реальные в современном понимании значения на 40-150 л. с., в зависимости от степени честности производителя.
В 1972 году Ассоциация Автомобильных Инженеров Америки (SAE, Society of Automotive Engineers) навела в этой области порядок, и к удивлению покупателей заявленная мощность многих двигателей весьма значительно снизилась, например, двигатель Chrysler 426 HEMI в 1971 году имел заявленную мощность в 425 л. с. (bhp), а в 1972 году мощность того же двигателя указывалась уже в 350 л. с. (net hp) по версии SAE.
В настоящей статье даются заявленные производителем значения мощности.
Сравнивать мощность двигателей американской классики выпуска до 1972 года, измеренную в bhp, с аналогичными цифрами для европейских и отечественных двигателей тех лет, а также современными — всё равно, что напрямую сравнивать скорость в милях и километрах в час.

## Полноразмерный Fairlane

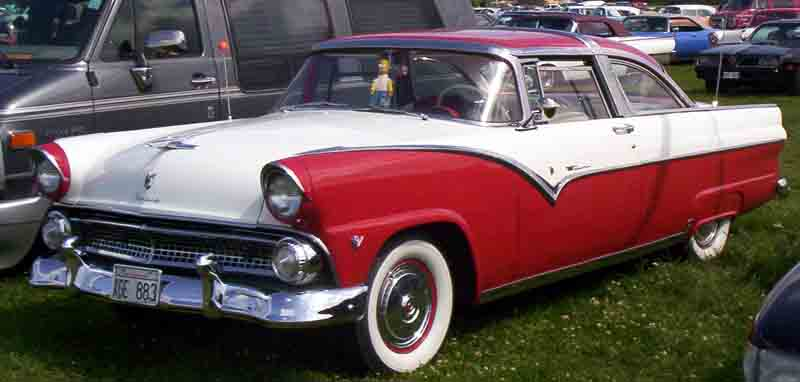
1955 Ford Fairlane Crown Victoria
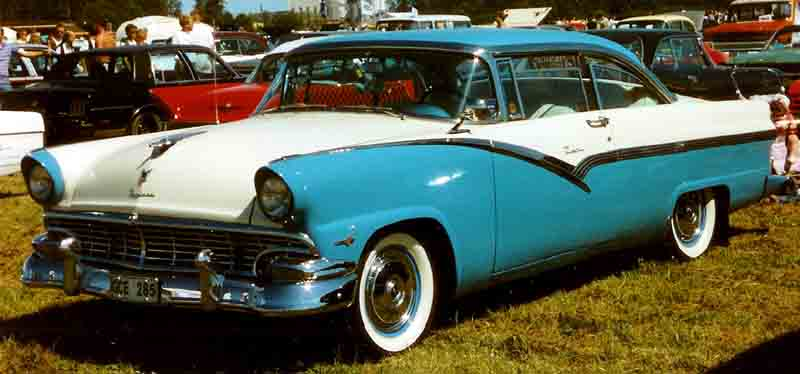
1956 Ford Fairlane Vicroria
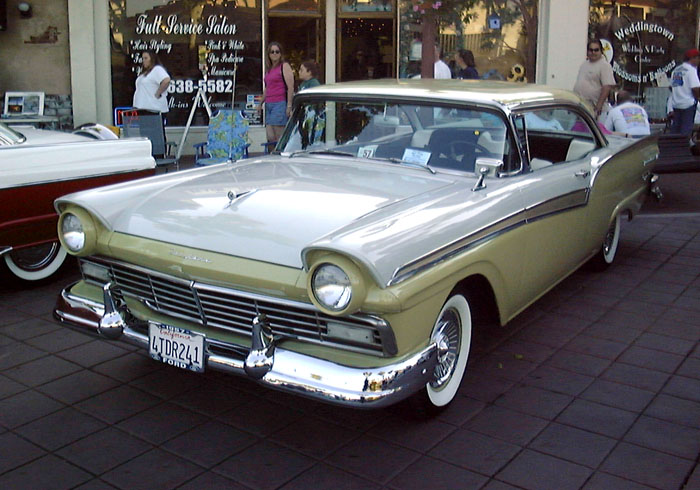
1957 Ford Fairlane
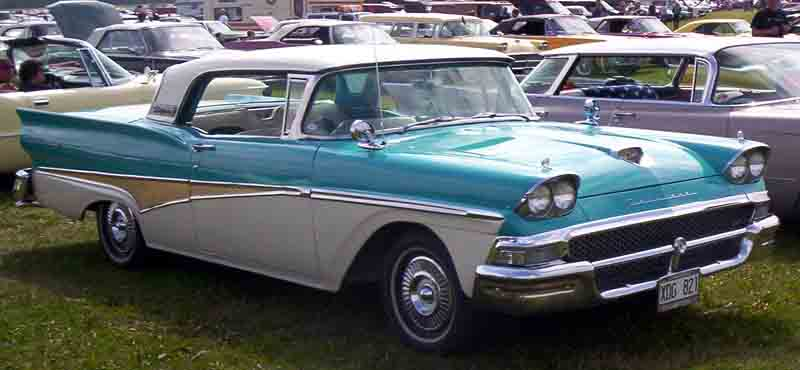
1958 Ford Fairlane
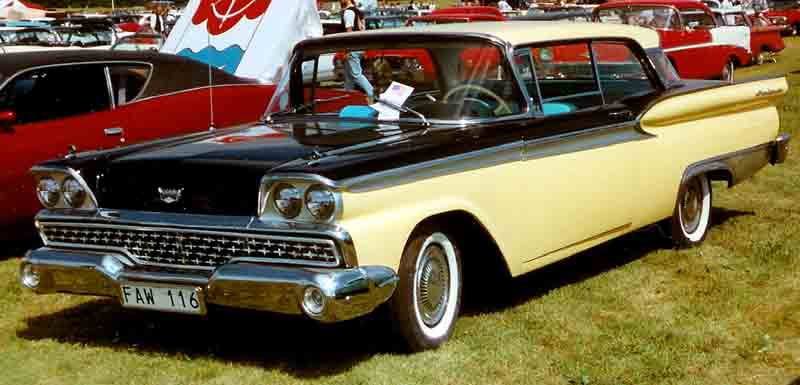
1959 Ford Fairlane
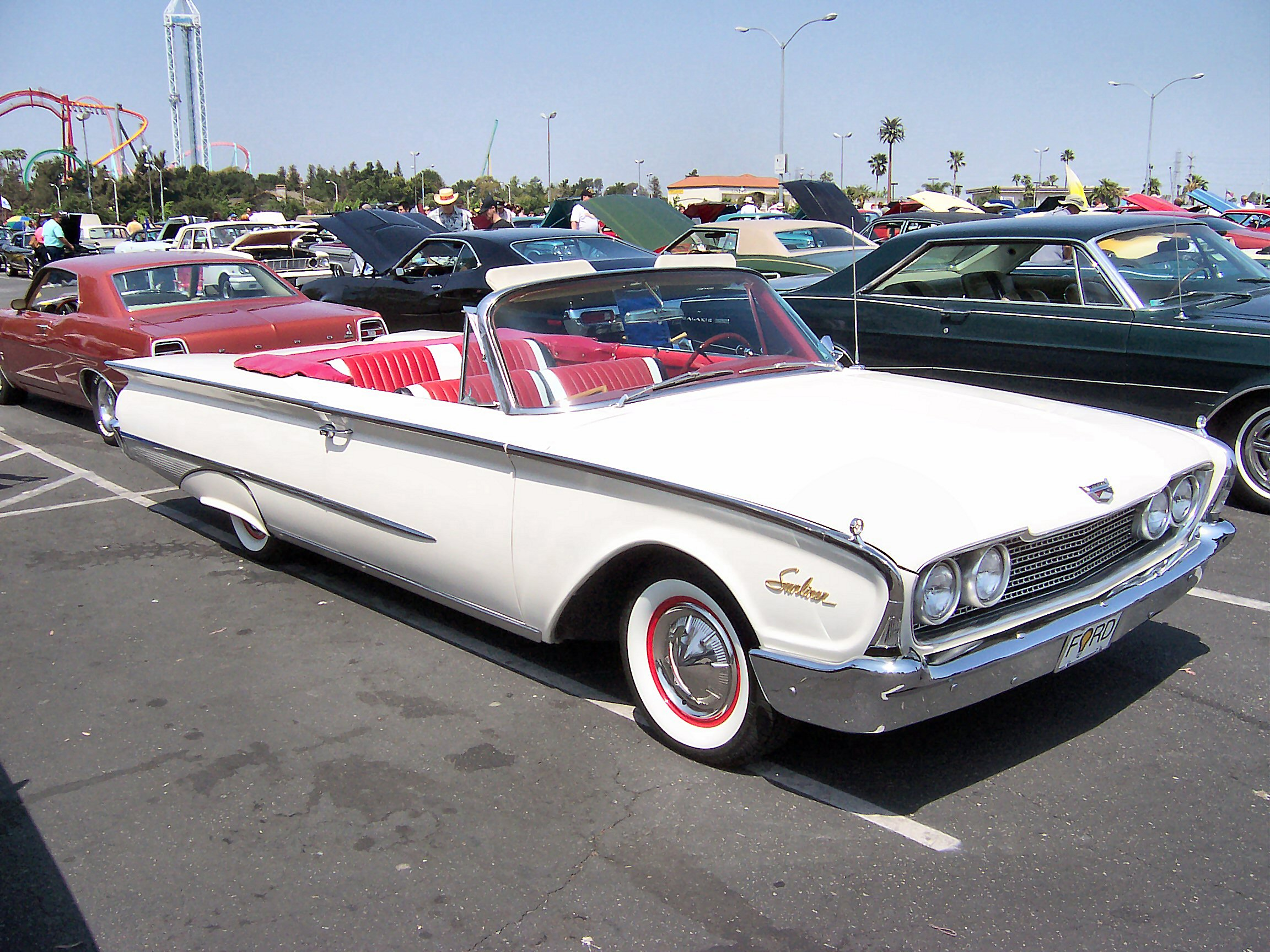
1960 Ford Galaxie (внешне аналогичен Fairlane)
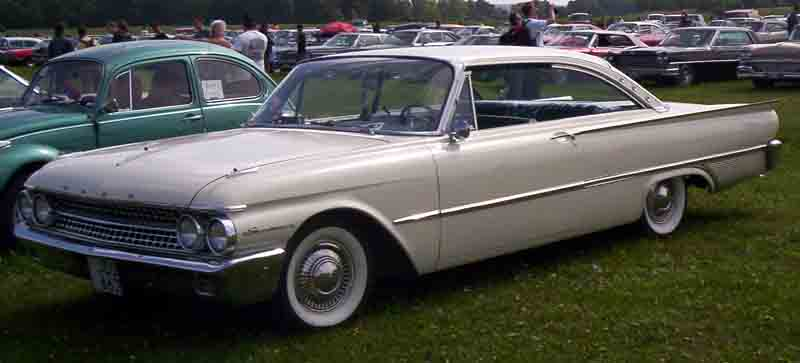
1961 Ford Fairlane 500

## 1962—1964

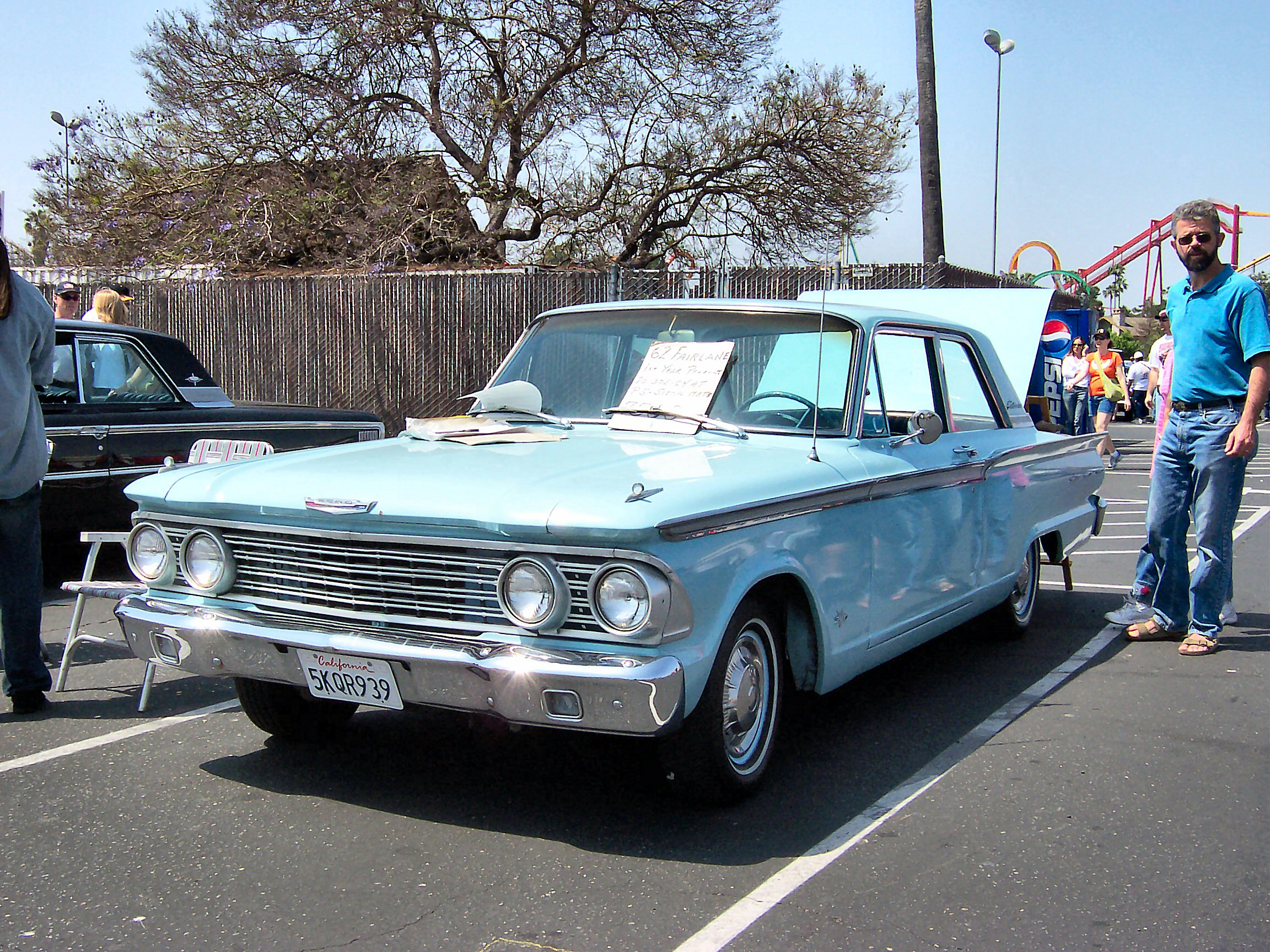
1962 Ford Fairlane 2-door Sedan

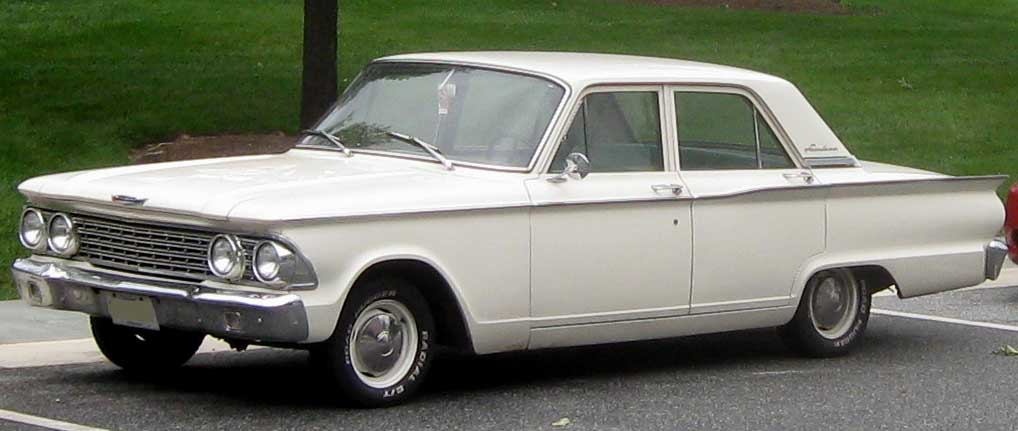
1962 Ford Fairlane 4-door Sedan

В 1962 модельном году модель Fairlane была перенесена на новую платформу, значительно уменьшенную в размере, и выделена в отдельную линию автомобилей.
Это было связано с желанием руководства Ford создать конкурента представленным в 1961 году «большим компактам» («senior compacts») корпорации GM — Buick Special, Oldsmobile Cutlass и Pontiac Tempest. Эти автомобили были ощутимо крупнее, чем собственный фордовский компакт «Falcon», но значительно меньше, чем полноразмерные автомобили.
Примерно в этом же размере была выполнена и новая модель «Форда». Но так как «компактная» модель в модельном ряду уже имелась, новый автомобиль назвали «среднеразмерным» (intermediate sized); это оказалось удачным термином, который впоследствии стал общеупотребительным.
Первый Fairlane вышел в 1962 году, он имел колёсную базу в 2934 мм, общую длину в 5006 мм — был на 406 мм длиннее Ford Falcon, но на 312 мм короче полноразмерных Ford того же года. В его основе лежала увеличенная в размере платформа того же Ford Falcon, поэтому кузов был несущим, с подрамниками и дополнительным усилением.
Изначально единственным типом кузова был седан, двух- и четырёхдверный. Базовым двигателем стала расточенная до 2,8 литров (170 дюйм³) «шестёрка» от Falcon, как опция предлагался вновь спроектированный небольшой V8 — 3,6 литра (221 дюйм³), с заявленной мощностью в 145 л. с. В середине года появились 4,2-литровая (260 дюйм³) версия, с рейтингом 164 л. с. и универсалы, обозначавшиеся Ranch Wagon и Ranch Custom Wagon.
Список комплектаций изначально включал базовую и «500» с улучшенным оформлением. Также, в середине года начали предлагать комплектацию Sport Coupe, которая на деле была тем же двухдверным седаном с хромированными накладками на рамки дверей, раздельными передними сидениями и небольшой центральной консолью в салоне.
По сравнению с протоватым Falcon’ом, Fairlane имел намного более богатый уровень оснащённости и выбор доступных опций. По желанию покупателя, он мог быть укомплектован практически до уровня флагманского полноразмерного Ford Galaxie, включая такие опции, как усилители тормозов и рулевого управления, колёса с белыми боковинами и тонированные стёкла.

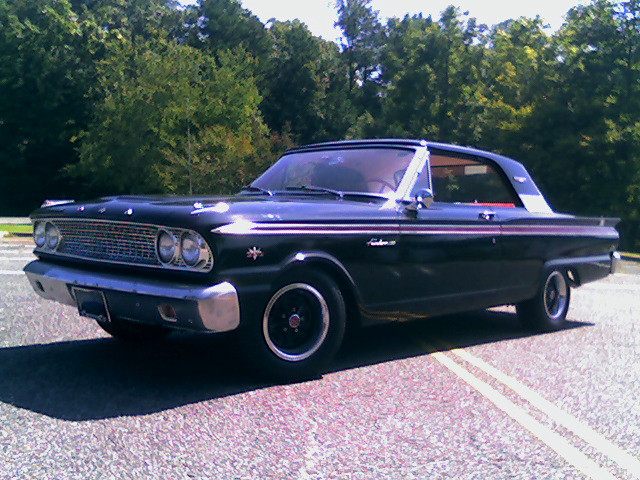
1963 Ford Fairlane 2-door Hardtop

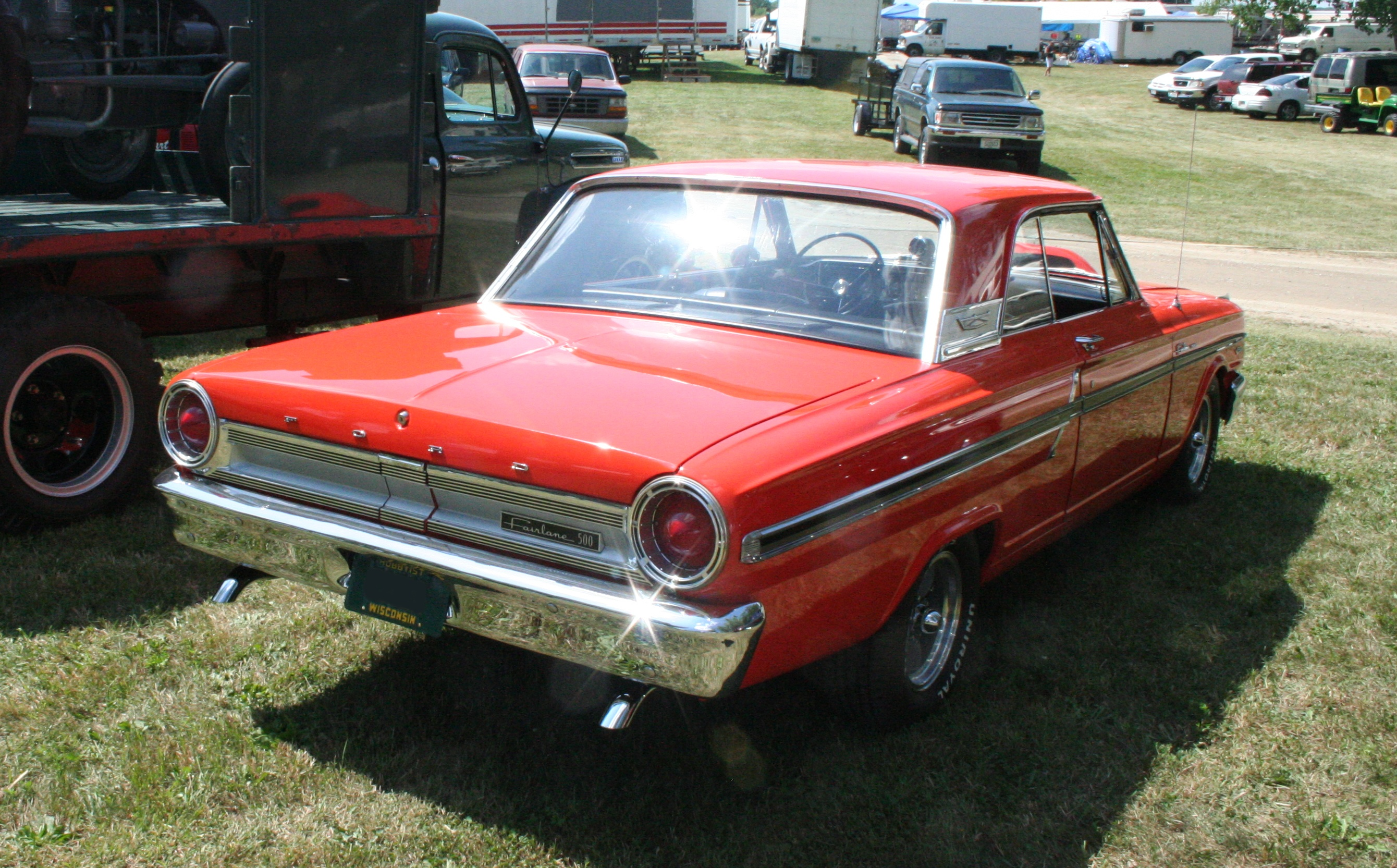
1964 Ford Fairlane 2-door Hardtop

Модель 1963 года отличалась в основном решёткой радиатора, которая были стилистически аналогична Ford Galaxie. Только в этом году предлагался малопопулярный универсал Squire с фальшивой деревянной отделкой. С этого года предлагался настоящий двухдверный хардтоп.
В середине 1963 года появился 289 — кубовый (4,7 л.) двигатель, с заявленной мощностью 271 л. с. Последняя модель этого поколения была представлена в 1964 году и отличалась в основном решёткой и отсутствием плавников, что придало старому кузову иное, намного более современное восприятие и сделало эту модель стилистически ещё ближе к большим Galaxie. К следующему модельному году был подготовлен масштабный рестайлинг с заменой практически всего кузовного железа.

### Fairlane Thunderbolt

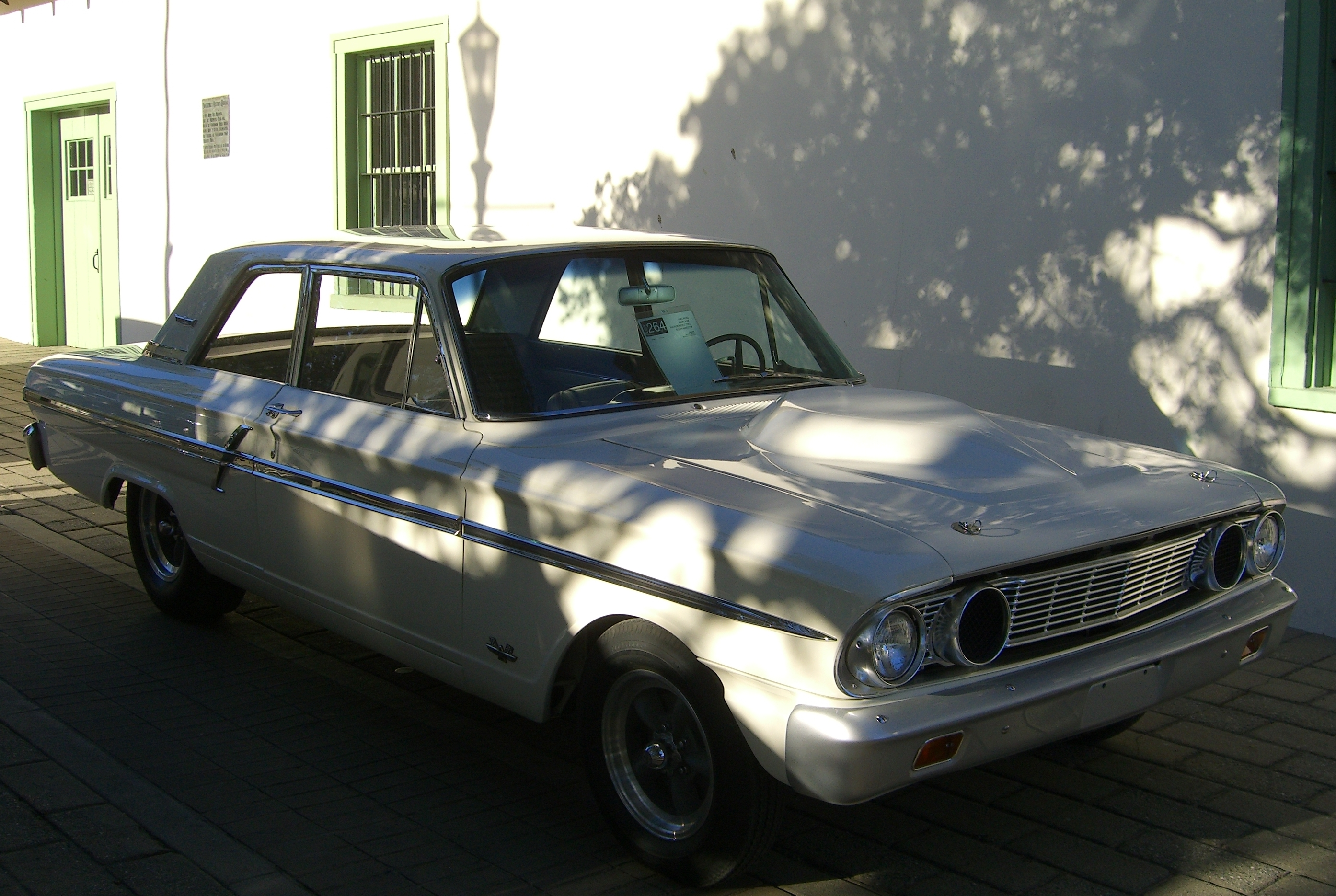

В 1964 году небольшой серией была выпущена дрэговая версия Fairlane Thunderbolt. Это был двухдверный седан (самый лёгкий из имеющихся кузовов) с установленным 427-м блоком (7 литров) с заявленной мощностью в 500 л. с. Навесные кузовные панели были сделаны из стеклопластика, а стёкла — из акрила. Автомобиль был максимально облегчен — были удалены обогреватель, радио, ковры, домкрат, запасное колесо и даже стеклоочиститель со стороны пассажира.
Всего было выпущено по разным данным от 111 до 127 экземпляров. Этот автомобиль не был предназначен для передвижения по улицам, единственным его назначением было участие в соревнованиях по дрэг-рейсингу.

## 1965

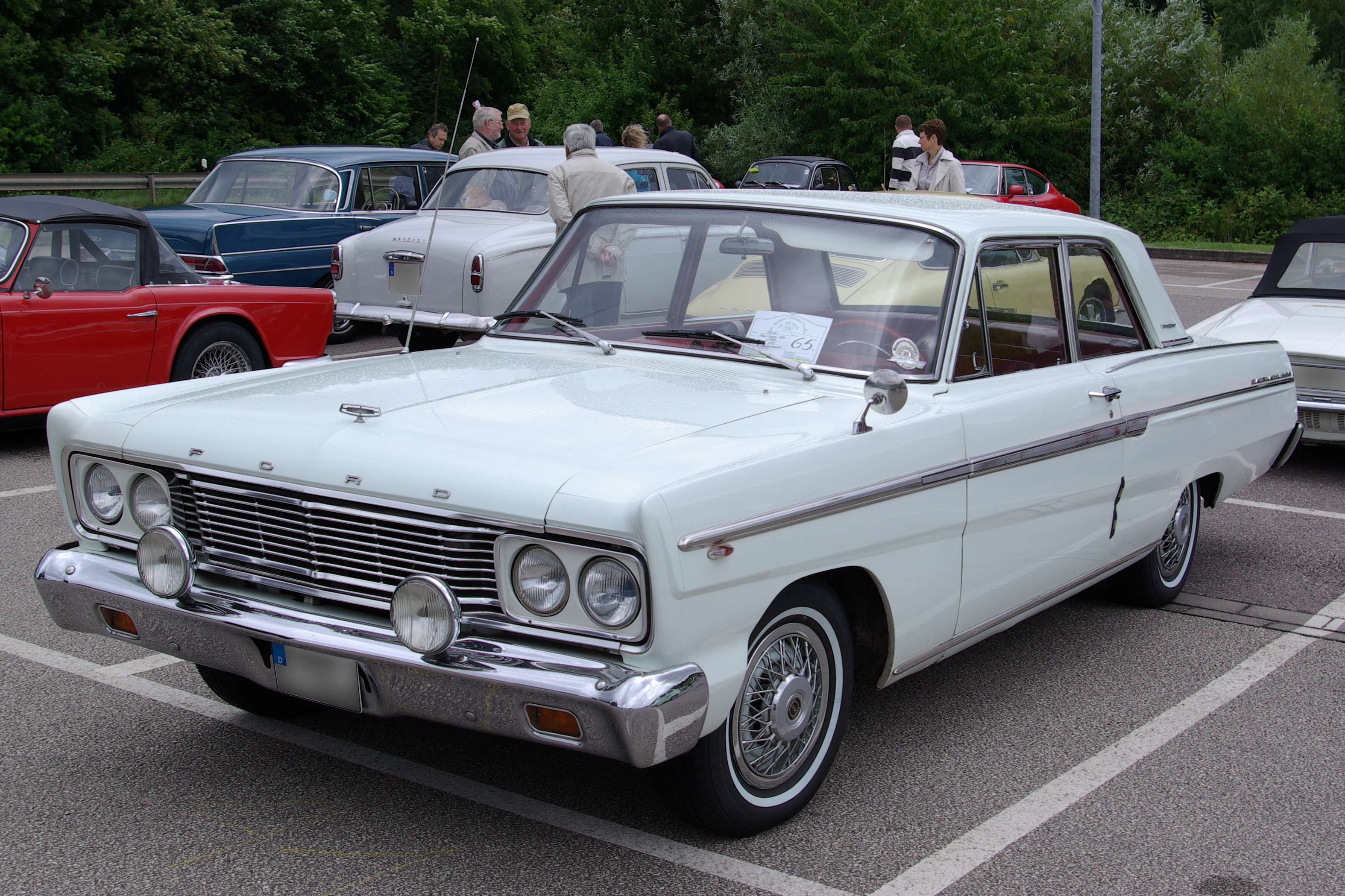
1965 Ford Fairlane 500

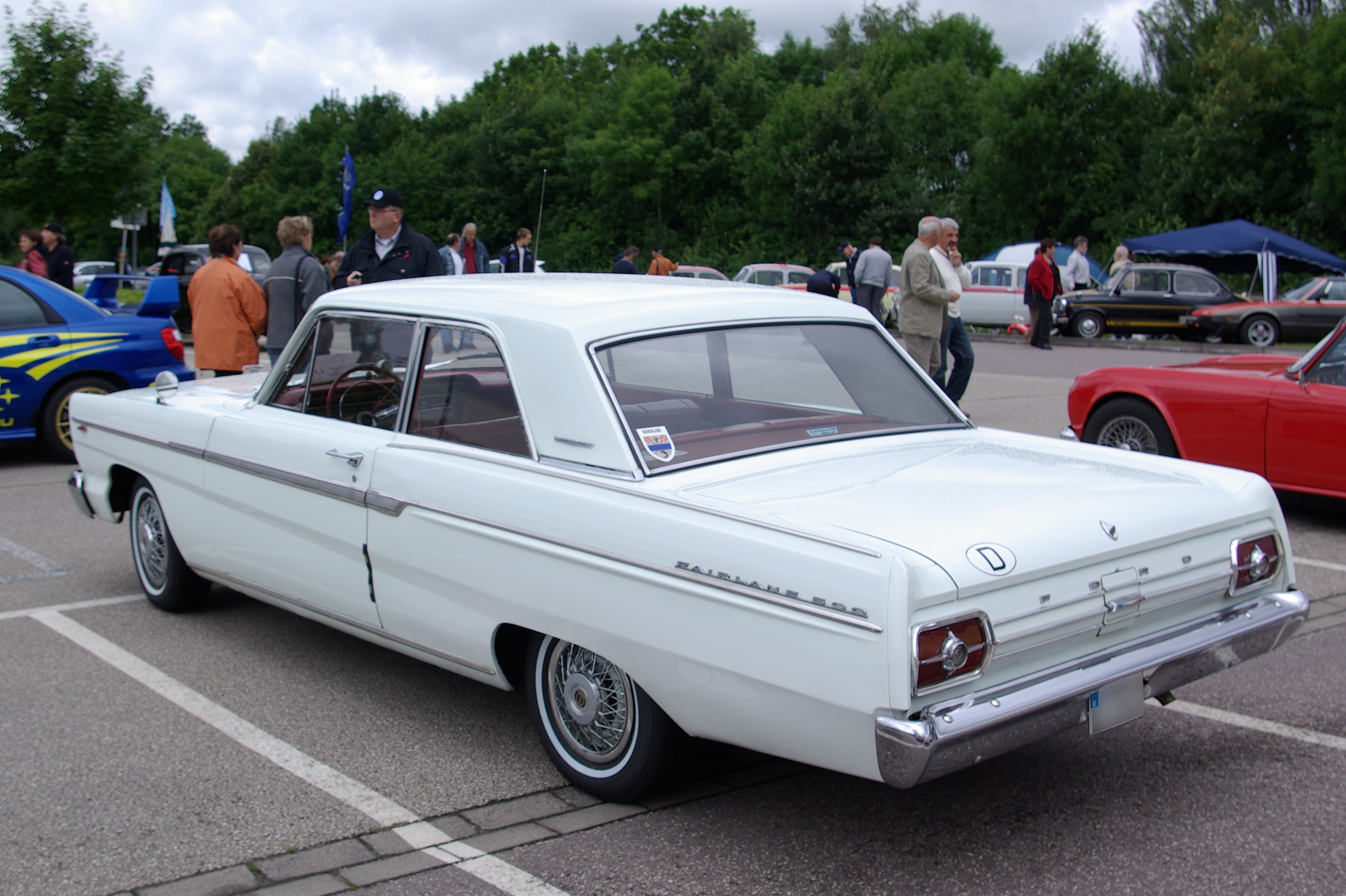
1965 Ford Fairlane 500

Fairlane 1965 года унаследовал несущие силовые элементы предыдущего поколения, но всё кузовное железо кроме крыши и проёмов дверей было новым. Дизайн был уникальным для «Фордов» тех лет и не был связан тематически ни с Ford Falcon, ни с Galaxie того года. Внешне машина была не слишком эффектна, выпускалась она лишь один год.

## 1966—1967

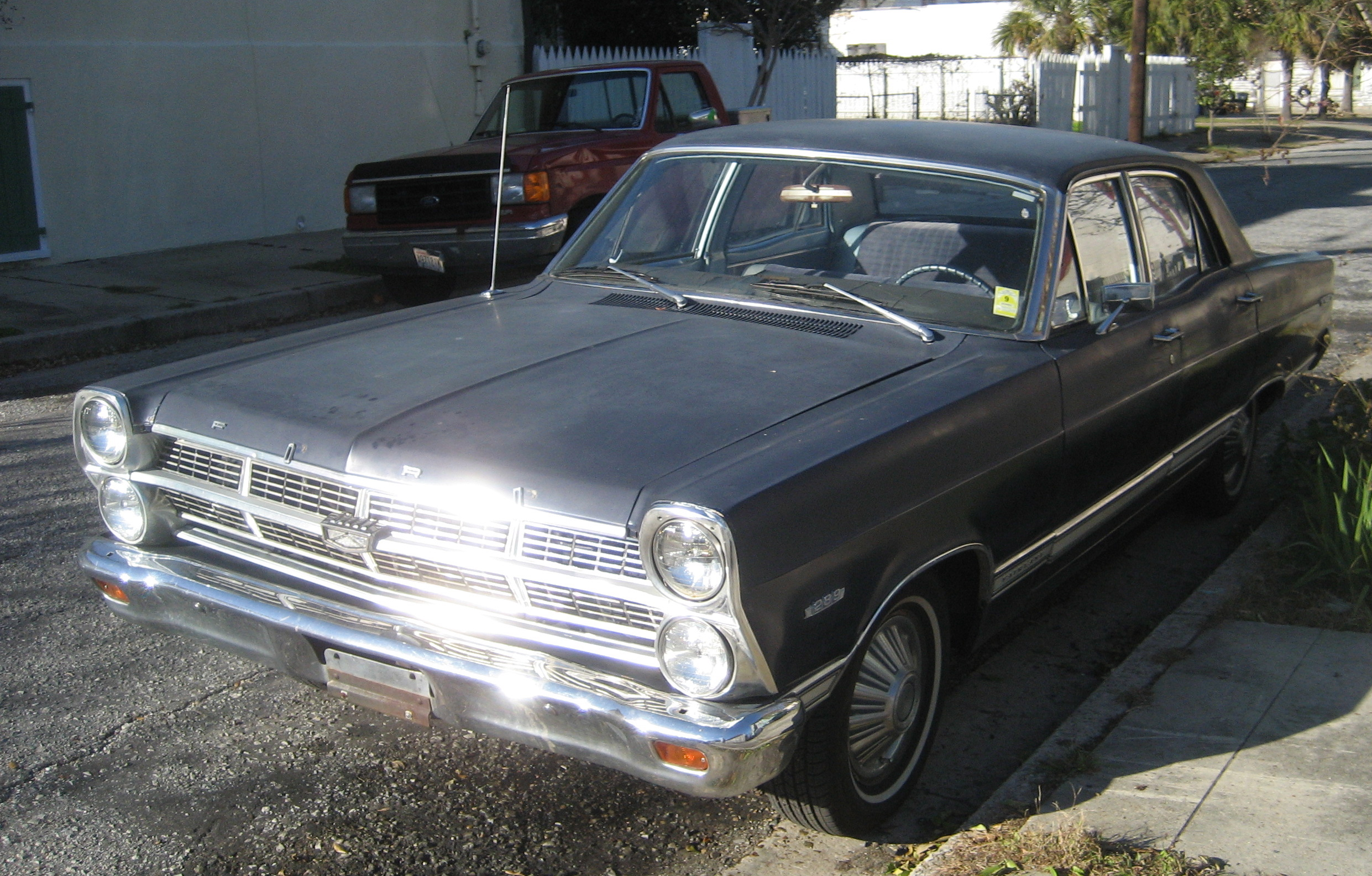
Седан

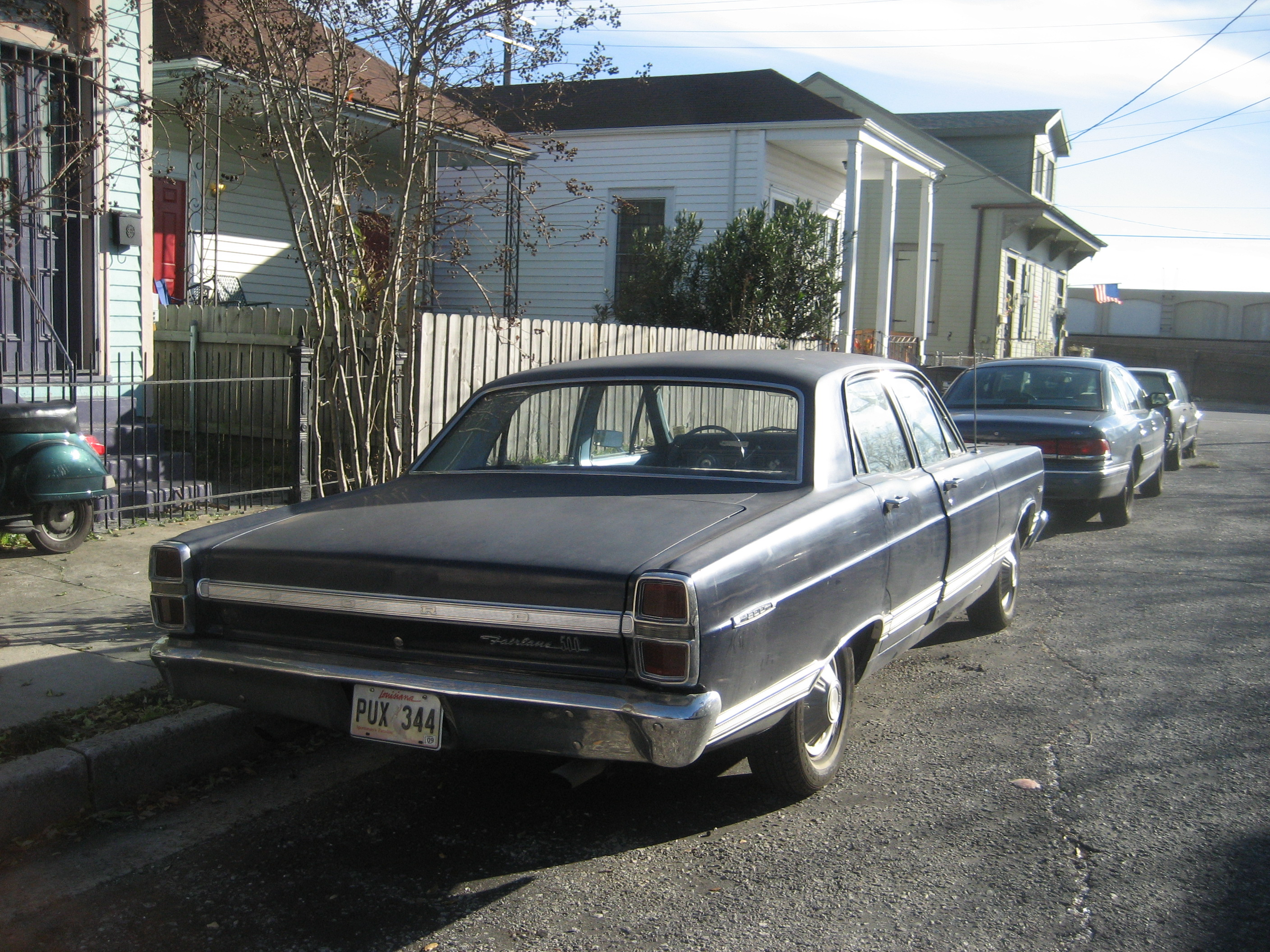

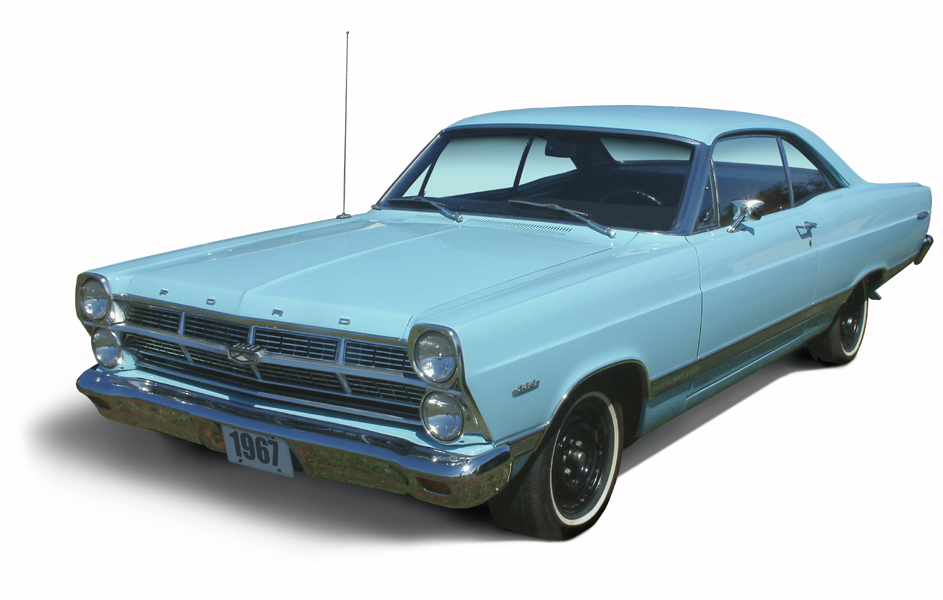

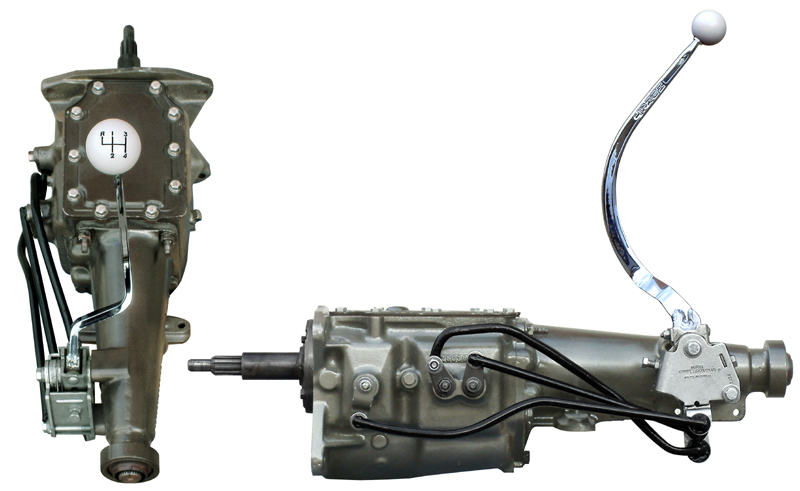
Коробка передач Ford Toploader

В 1966—67 году Fairlane использовал очень стильный кузов с фарами, спаренными по две вертикально, как у старшей модели Galaxie.
Это поколение было известно действительно мощными двигателями, в особенности комплектация GT/GTA с 390-м блоком (6,4 литра) заявленной мощностью 335 л. с. и механической или (GTA) автоматической с возможностью ручного переключения передач трансмиссией. Также предлагалась люксовая комплектация XL.
Версия двухдверного хардтопа «R-code» имела 427-й блок (7 литров, мощность была заявлена 425 л. с.) с четырёхступенчатой трансмиссий «Toploader» (на илл. справа), имевшей напольный рычаг. Эта модификация имела белую окраску с чёрным капотом из фибергласа, на котором был установлен воздухозаборник.
В 1966 году был снова представлен универсал Squire, появился кузов «convertible» (кабриолет). В 1967 году последовал небольшой рестайлинг, базовым двигателем стала 200-кубовая (3,3 литра) «шестёрка», а базовым V8 стал 289-й блок (4,7 л). С этого года на базе Fairlane выпускался пикап Ford Ranchero, ранее базировавшийся на компакте Ford Falcon (в 1966 году он был также построен на платформе Fairlane, но кузовное железо было в основном с Falcon).
Кроме того, с 1967 года автомобиль получил ряд оборудования для повышения безопасности: двухконтурную тормозную систему, безопасную рулевую колонку, утопленную середину рулевого колеса, мягкую обивку салона и трёхточечные ремни безопасности.

## 1968—1970 ½

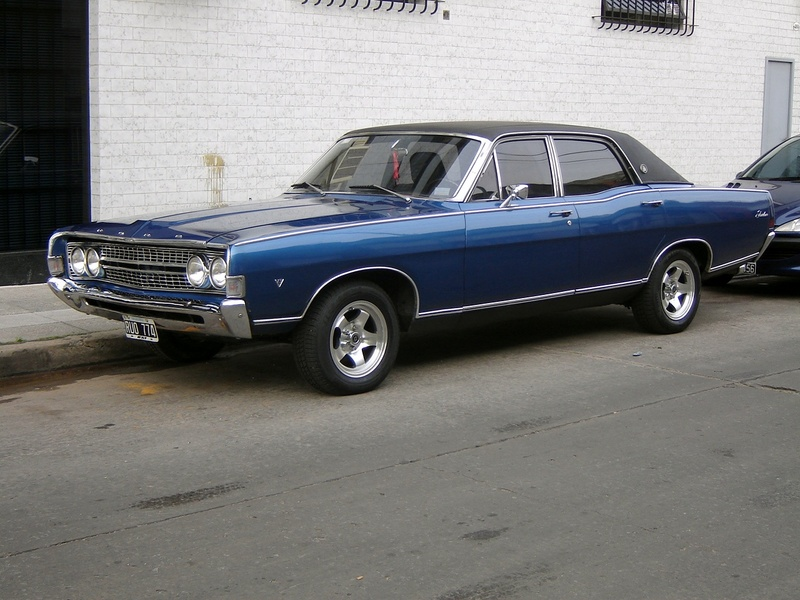

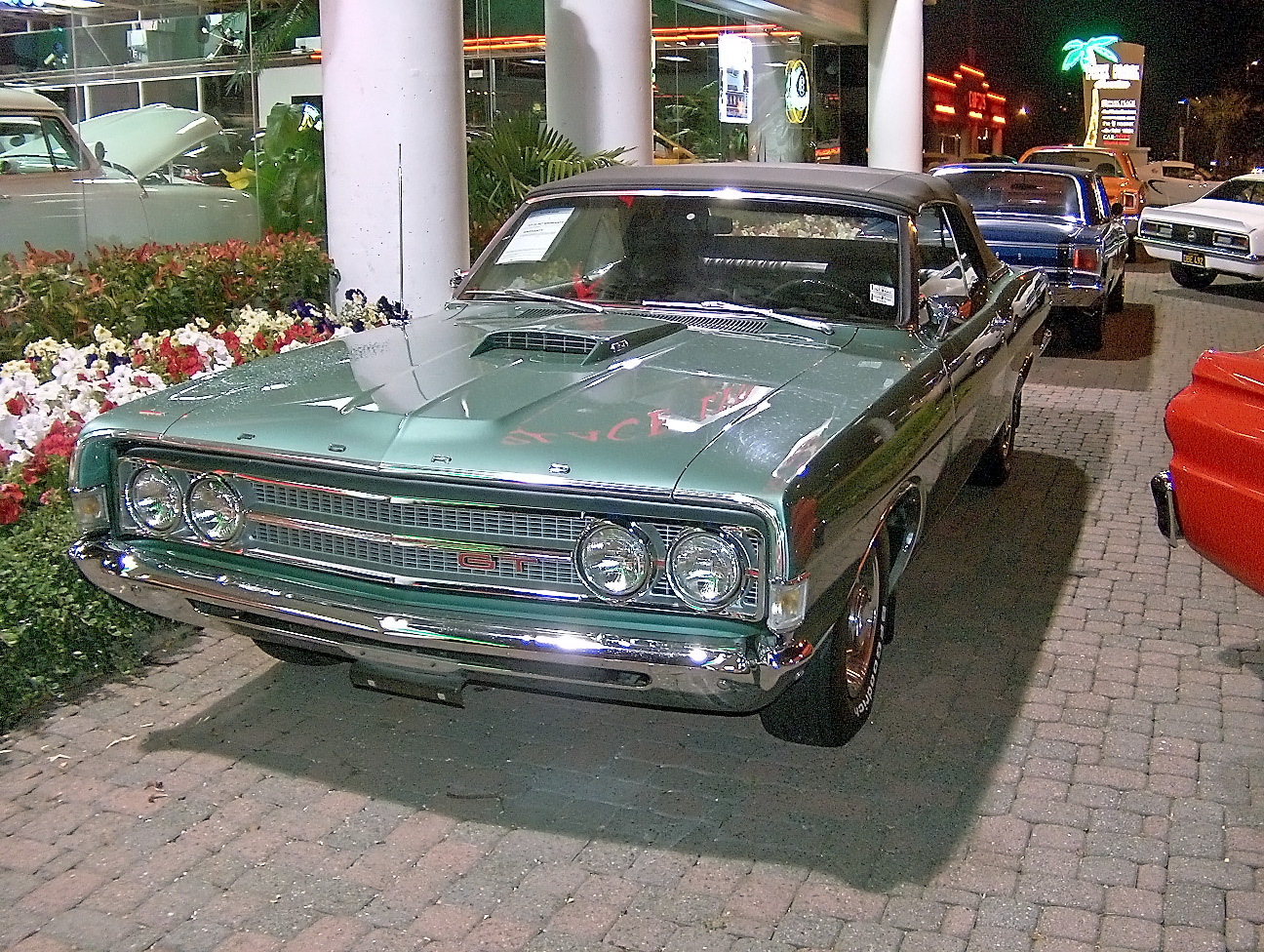
1969 Fairlane Torino GT

В 1968 году автомобиль был снова модернизирован, теперь фары были расположены горизонтально, а дизайн — более агрессивным. Это поколение было ощутимо крупнее предыдущих, хотя колёсная база осталась прежней. Были добавлены комплектации Sportsroof (кузов фастбэк) и люксовая Torino. Модель 1968 года выпускалась в Аргентине до начала 1980-х годов.
С 1969 года предлагалась мощная комплектация Cobra, нацеленная на конкуренцию с Plymouth Road Runner. Базовая модель предлагалась с 302-м блоком (5 л.) и механической трёхступенчатой коробкой передач, опционально — с 390-м (6,4 л.) или 428-м (7 л.) блоками. «Кобры» имели в стандарте 428-й блок (335 заявленных л. с.), как опции предлагались задний мост с передаточным отношением 4,3:1, раздельные сидения, часы, тахометр, воздухозаборник на капоте и дисковые тормоза спереди с вакуумным усилителем.
В 1970 году автомобиль стал ещё больше, колёсная база увеличилась на один дюйм. На «Кобрах» появился 429-й блок (360—370 заявленных л. с. в зависиомсти от установленных головок блока).
Предлагались комплектации Cobra Jet Ram Air 429 с системой Ram Air (инерционный наддув от воздухозаборника на капоте), и Drag Pack. С середины года выпускался так называемый «Ford Falcon 1970 ½», представлявший собой кузов Fairlane с минимальной отделкой. Для 1971 года названия Falcon, Fairlane Fairlane 500 были упразднены, все среднеразмерные «Форды» получили имя Ford Torino.

## Концепт — кар

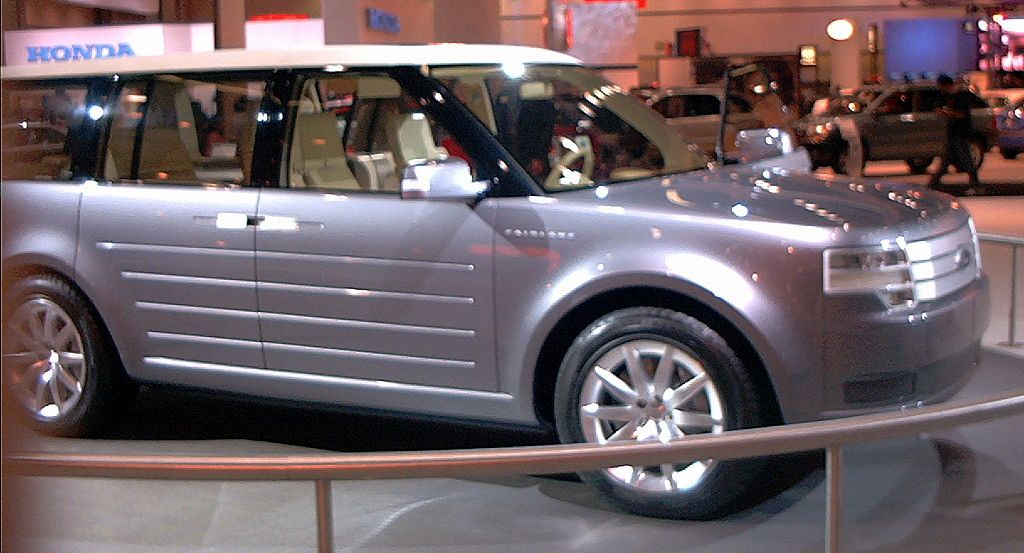

В 2005 году на Детройтском автосалоне был представлен концепт-кар под историческим именем Ford Fairlane. Это был кроссовер с дизайном, имеющий мало отношения к классическим Fairlane. В серию этот автомобиль, однако, пошёл (в несколько менее радикальном виде) как Ford Flex.